# Почётный знак «За отличные успехи в области высшего образования СССР»
Почётный знак «За отли́чные успе́хи в о́бласти вы́сшего образова́ния СССР» — ведомственная награда СССР, нагрудный знак Министерства высшего и среднего специального образования СССР, которым награждались преподаватели высших учебных заведений Советского Союза, имеющие учёные степени и звания (как правило, доктор наук, профессор) за особые заслуги в области высшего образования, подготовку высококвалифицированных кадров и многолетнюю (не менее 15 лет) работу в вузах страны.
Приказ о награждении лиц подписывался Министром высшего и среднего специального образования СССР по согласованию с председателем профессионального союза работников высшего и среднего специального образования СССР на основании ходатайств администрации (ректора) и учёных советов вузов. Награждаться могли лишь лица, награждённые до этого Почётной грамотой Министерства высшего и среднего специального образования СССР, причем по истечении не менее 3 лет. Одновременно с нагрудным знаком выдавалось удостоверение.

## Интересные факты
- Почётный знак носился на правой стороне груди, ниже государственных наград СССР. Однако, считался достаточно престижной наградой в среде учёных — работников высших учебных заведений, второй после почётных званий «Заслуженный деятель науки РСФСР» или другой союзной республики, поскольку формально знак был ведомственной наградой союзного значения.
- В постсоветское время в России награда была заменена на нагрудной знак «Заслуженный работник высшей школы Российской Федерации» (1995) с соответствующим присвоением почётного звания указом Президента России.